# ドンシャン族
ドンシャン族（東郷族）、またはトンシャン族（中国語簡体字：东乡族）は中華人民共和国に居住するモンゴル系民族、中国政府によって認定された55個の少数民族の一つ、サルタ（撒爾塔；Sarta）と自称している。イスラム教を信仰し、2000年の人口調査で人口が513,805人。
ドンシャン族の大半は甘粛省の臨夏回族自治州およびその周辺、一部が新疆ウイグル自治区、青海省及び寧夏回族自治区に居住している。

## 起源
ドンシャン族は元々モンゴル系民族の一支で、中央アジアのテュルク系民族との接触の中で13世紀にスンニー派イスラムに改宗したことによって独自のアイデンティティが出来上がったと推測されている。
そのほかに、ドンシャン族はチンギス・ハーンが河州一帯に駐屯させたモンゴル兵の子孫、またはモンゴル族、漢族、チベット族などの混交の結果に形成された民族などの推測もある。

## 自治地方

### 自治県
- 甘粛省
  - 東郷族自治県
  - 積石山バオアン族ドンシャン族サラール族自治県

### 民族鎮
- 瓜州県
  - 腰站子ドンシャン族鎮

### 民族郷
- 玉門市
  - 小金湾ドンシャン族郷
  - 独山子ドンシャン族郷
- 瓜州県
  - 七墩回族ドンシャン族郷
- 広河県
  - 阿力麻土ドンシャン族郷

## 文化
ドンシャン族の服装は町によって異なっていて、男は大抵褐色を帯びた黒色の服、女はイスラムの伝統的なドレスを着用している。
ドンシャン族は主に農業に従事しており、ジャガイモ、とうもろこしや小麦を主に栽培している。また工芸にも優れており、伝統的な絨毯を精巧に編む。

## 言語と教育
ドンシャン族はモンゴル語群に属するドンシャン語を話す。ドンシャン語は固有の文字を持たないため知識の伝承は口伝またはアラビア文字に頼っていた（小児経の項を参照）。中国政府の調査によれば、ドンシャン族の識字率は中国の少数民族の中でも最低で、ドンシャン族が学校で学んだ時間の平均は1年ほどしかない。